# Трешњица (река)
Трешњица је река у Западној Србији. Извире на планини Повлен. Након 23 km Трешњица се улива у Дрину код Љубовије.
Непосредно пред ушће са Дрином, река је створила 152м дубоку кречњачку клисуру са вертикалним литицама. Ово подручје је резерват природе од којег је највећи део је покривен шумама и шикарама са домаћим грабом, цером, црним бором и смреком. Многе птице грабљивице граде гнезда у овој клисури, укључујући и сурог орла, обичну ветрушку, јастребе, копце и белоглавог супа.